# La Petite Française
La Petite Française est un roman d'Éric Neuhoff paru le 21 août 1997 aux éditions Albin Michel et ayant reçu le Prix Interallié la même année.

## Éditions
- La Petite Française, éditions Albin Michel, 1997  (ISBN 2226093850).